# Orgilus detectiformis
Orgilus detectiformis är en stekelart som beskrevs av Henry Lorenz Viereck 1917. Orgilus detectiformis ingår i släktet Orgilus och familjen bracksteklar. Inga underarter finns listade i Catalogue of Life.